# Orthosia subterminata
Orthosia subterminata là một loài bướm đêm trong họ Noctuidae.